# أندرو شميت
أندرو شميت (بالإنجليزية: Scot Schmidt)‏ هو متزحلق جبال الألب أمريكي، ولد في 21 يوليو 1961.